# Longvic
Longvic är en kommun i departementet Côte-d'Or i regionen Bourgogne-Franche-Comté i östra Frankrike. Kommunen ligger i kantonen Chenôve som tillhör arrondissementet Dijon. År 2022 hade Longvic 8 787 invånare.

## Befolkningsutveckling
Antalet invånare i kommunen Longvic
Referens:INSEE